# セージ・グループ
セージ・グループ（英: Sage Group plc）は、会計や給与管理向けのソフトウェア「Sage」の開発企業。イギリス・ニューカッスルに本拠を置き、欧米豪アジアなど世界約25カ国に拠点を展開、ヨーロッパの法人向けソフト開発企業としては、SAPに次ぐ規模を持つ。ロンドン証券取引所上場企業（LSE: SGE）。

## 沿革
1981年、ニューカッスル大学の学生であったGraham Wylieが会計処理ソフトウェアを開発、このソフトに感銘を受けた印刷会社勤務のDavid Goldmanが、Grahamと同じくニューカッスル大学の学生であるPaul Mullerを誘い3名で起業、初期は印刷会社を顧客とし、やがてリセラーを軸に広い業界へ販路を拡大した。1984年に発表したワープロ向けのSage Softwareシリーズがヒットし、急速に売上が上昇、1989年にロンドン証券取引所に上場、1991年のアメリカ合衆国のDacEasy買収を契機に、世界各地のソフトウェア・ベンチャー企業を相次いで買収し、以降国際的ソフトウェア企業グループへと変貌した。1999年にTetra Ltd.を買収し中規模企業での採用を拡大、2000年に顧客企業数が200万を突破、2009年に600万を突破した。2015年5月、セールスフォース・ドットコム（現・セールスフォース）と戦略的パートナーシップを締結、2017年7月、アメリカ・カリフォルニア州のベンチャー企業Intacctを買収した。
Sageのソフトウェア製品は会計、給与管理、ペイメントの3つの分野を中心とし、Sage One、Sage Live、Sage X3、Sage Peopleなどのコアシリーズを軸に、世界各地域向けにローカライズされた製品を提供している。米国本部はアトランタ、大陸欧州本部はパリにある。

## スポンサー
2004年12月にゲーツヘッドにオープンした、ノーマン・フォスター設計の音楽ライブ会場「セージ・ゲーツヘッド」（Sage Gateshead）のスポンサー企業である。また2012年から2014年にかけて、マルシャF1チームに出資した。